# Sanford Clark
Sanford Clark (* 24. Oktober 1935 in Tulsa, Oklahoma; † 4. Juli 2021 in Joplin, Missouri) war ein US-amerikanischer Rockabilly-Musiker, der vor allem für seinen Hit The Fool bekannt war.

## Leben

### Kindheit und Jugend
Sanford Clark wurde in Tulsa geboren, wuchs aber in Phoenix, Arizona auf. Mit 12 Jahren bekam er seine erste Gitarre geschenkt und als Jugendlicher trat er bereits auf lokalen Veranstaltungen auf. 1953 wurde Clark zur US Air Force eingezogen. Seine Dienstzeit verbrachte er größtenteils auf Hawaii, wo er mit seiner dort gegründeten Band einen Talentwettbewerb gewann. Danach wurde er nach Phoenix versetzt.

### Karriere
Al Casey, der ein guter Freund Clarks war, stellte ihm Lee Hazlewood vor. Hazlewood war auf der Suche nach einem Sänger, der seine Songs aufnehmen wollte, und war von dem jungen Clark beeindruckt. Seine erste Session fand im März 1956 statt, das Ergebnis war The Fool zusammen mit Lonesome for a Letter, die auf dem lokalen MCI-Label veröffentlicht wurden. Die Platte verkaufte sich nicht gut und nachdem Clark aus der Air Force entlassen worden war, suchte er sich einen Job bei der Canadian Soft Drinks Company als Lastwagenfahrer. Ein Disc Jockey reichte jedoch Clarks Platte an Randy Wood weiter, der Mitarbeiter der Dot Records war. Als Dot ihm einen Vertrag anbot, wechselte Clark und nach ein paar Promotion-Auftritten erreichte der Song Platz 15 der Billboard Country Charts und sogar Platz 10 der Pop-Charts. Der Erfolg des Songs lag vor allem darin begründet, dass Clark, anders als die meisten jungen Rockabilly-Musiker, kein Elvis-Imitator war, sondern seinen ganz eigenen Stil hatte. Seine tiefe und ruhige Stimme, gepaart mit Al Caseys Gitarrenspiel, schuf daher einen ganz anderen Klang.
Seine zweite Single The Cheat, im Juni 1956 bei den Audio Recorders aufgenommen, konnte den Erfolg aber nicht wiederholen, sie kam nur auf Platz 74. Auch seine weiteren Veröffentlichungen konnten sich nicht in den Charts platzieren und Clark wechselte 1958 zu Jamie Records. Dort nahm er mit dem Gitarristen Duane Eddy die Titel Still as the Night und Sing ‘Em Some Blues auf. Nach weiteren Misserfolgen verließ Casey Clark, um als Bassist mit Duane Eddy auf Tournee zu gehen. Die weitere Karriere Clarks war weiterhin von Misserfolgen geprägt, so lehnte er es ab, den Song Dang Me aufzunehmen, stattdessen wurde er für Roger Miller zum Hit. Seine Version von Houston schien nun doch endlich in die Charts zu kommen, bis Dean Martin mit einer Coverversion Clark in den Hintergrund drängte. 1966 nahm Clark zusammen mit Waylon Jennings an der Gitarre seinen Hit The Fool bei Ramco neu auf. 1970 zog Clark sich frustriert aus dem Musikgeschäft zurück und arbeitete in der Bauindustrie.
1985 nahm er erstmals wieder auf seinem eigenen Label, Desert Sun Records, zusammen mit Al Casey auf. In den folgenden Jahren begann Sanford Clark wieder aufzutreten, so unter anderem im Ryman Auditorium, auf dem Rock’n’Roll Festival in Hemsby, England sowie 2002 auf dem Viva Las Vegas Rockabilly Festival.
Clark starb am US-amerikanischen Unabhängigkeitstag 2021 im Alter von 85 Jahren an einer COVID-19-Erkrankung.

## Diskografie

### Singles
| Jahr | Titel                                                 | Plattenfirma         |
| ---- | ----------------------------------------------------- | -------------------- |
| 1956 | Lonesome for a Letter / The Fool                      | MCI Records          |
| 1956 | The Fool / Lonesome for a Letter                      | Dot Records          |
| 1956 | The Cheat / Usta Be My Baby                           | Dot Records          |
| 1957 | Ooh Baby / 9 Lb. Hammer                               | Dot Records          |
| 1957 | The Glory of Love / Darling Dear                      | Dot Records          |
| 1957 | Love Charms / Lou Be Doo                              | Dot Records          |
| 1957 | The Man Who Made an Angel Cry / Swanee River Rock     | Dot Records          |
| 1958 | Modern Romance / Travelin’ Man                        | Dot Records          |
| 1958 | Still as the Night / Sing ‘Em Some Blues              | Jamie Records        |
| 1959 | Bad Luck / My Jealousy                                | Jamie Records        |
| 1959 | New Kind of Fool / Run Boy Run                        | Jamie Records        |
| 1959 | I Can’t Help It / Sun of a Gun                        | Jamie Records        |
| 1960 | Go On Home / Pledging My Love                         | Jamie Records        |
| 1961 | It Hurts Me Too / Guess It’s Love                     | Trey Records         |
| 1962 | Tennessee Walk / Give the Boy Love                    | Project Records      |
| 1964 | She Taught Me / Just Bluesin’                         | Warner Bros. Records |
| 1965 | Houston / Hard Feelings                               | Warner Bros. Records |
| 1966 | The Fool ’66 / Step Aside                             | Ramco Records        |
| 1966 | Shades / Once opon a Time                             | Ramco Records        |
| 1967 | The Cal Me Country / Climbin the Walls                | Ramco Records        |
| 1967 | It’s Nothing to Me / Calling All Hearts               | Ramco Records        |
| 1967 | The Big Lie / Where’s the Floor?                      | Ramco Records        |
| 1968 | Son of Hickory Holler’s Tramp / Black Widow Spider    | LHI Records          |
| 1968 | Love Me Till Then / Farmer Labor Camp No.2            | LHI Records          |
| 1968 | Footprints in Her Yard / Drowning in the Sea of Tears | LHI Records          |

### Alben
- 1968: The Return of the Fool
- 1968: They Call Me Country
- 1975: Modern Romance
- 1992: The Fool (Bear Family)
- 1994: Shades (Bear Family)